# Camillina recife
Camillina recife är en spindelart som beskrevs av Müller 1987. Camillina recife ingår i släktet Camillina och familjen plattbuksspindlar. Inga underarter finns listade.